# Jean Coulot
Jean Coulot est un peintre français d'origine suisse, appartenant à la nouvelle École de Paris, né le 13 avril 1928 à Neuchâtel (Suisse) et mort le 27 mars 2010 à Paris. 

## Biographie
Dessinant depuis l'enfance, Jean Coulot commence à peindre en 1948. Après avoir fréquenté une école d'agriculture puis une école de commerce, il décide de se consacrer à la peinture. Il rencontre le peintre Pierre-Eugène Bouvier dont il suit les cours.
En 1953, il obtient une bourse du gouvernement français et, après un séjour en Camargue, s'installe à Paris. Il rencontre le peintre Gustave Singier à l'Académie Ranson, le poète Jean Lescure et le critique Jean-Louis Ferrier, assiste en auditeur libre aux cours de Maurice Merleau-Ponty et Gaston Bachelard. Il réalise sa première exposition personnelle à Paris en 1961.

### L'œuvre
Nombreux sont les thèmes abordés par Jean Coulot dans ses peintures, depuis les paysages de l'Esterel (1974) ou d'Antibes (1983-1985), de Sanary (1988-1989), de la Grèce (1990), de la Bretagne (1991) et de l'Auvergne aux nus (à partir de 1968) ou aux baigneuses (1974). 
De 1977 à 2003, Jean Coulot a par ailleurs réalisé plusieurs séries d'évocations des joueurs de jazz, dont il est passionné, notamment de Charlie Parker, Dizzy Gillespie, Sidney Bechet, Charlie Mingus et Thelonious Monk.

### Illustration

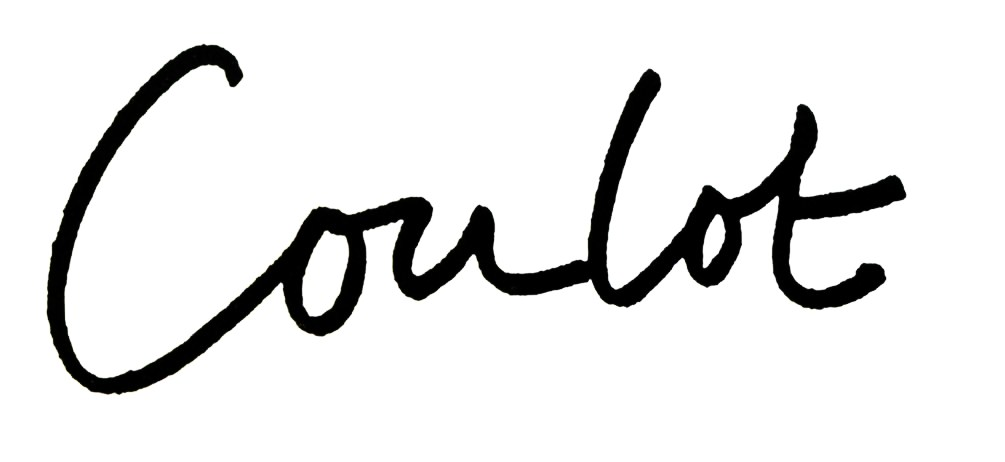
Signature de Coulot

- Jean Lescure, Noires compagnes de mes murs, avec 8 dessins (Roger Chastel, Jean Coulot, Marcel Fiorini, Léon Gischia, Charles Lapicque, Mario Prassinos, Raoul Ubac, Jean Villeri), Florentin Mouret, Avignon, 1961.
- Jean Lescure, Drailles, avec 4 dessins de Coulot, dans Médiations, Paris, 1962.
- Claude-Michel Cluny, Les Dieux parlent, Éditions la Différence, Paris, 1993.
- Jean Lescure, 17 Drailles, dessins de Jean Coulot pour accompagner la première Suite des "Drailles" de Jean Lescure, Éditions Proverbe, Marchainville, 1997.
- Daniel Huguenin, Crépuscule de l'aube, sérigraphies de Coulot, Atelier Del Arco, Paris, 2000.
- Daniel Huguenin, Le Porte Fenêtres, Robert Gayraud, Avignon.
- Daniel Huguenin, Camargue, Dessins de Jean Coulot, Atelier de Poëtrie, Avignon, 2002.
- Francis Hofstein, Noir Soleil, Atelier Del Arco, Paris.
- Francis Hofstein, L'art du Jazz, dessins de Saxophonistes par J. Coulot, Éditions du Félin, 2009.

### Éléments de bibliographie
: source utilisée pour la rédaction de cet article

#### Monographie
- Coulot, la peinture devant soi, textes de Claude-Michel Cluny, Jean Lescure, Jean-Louis Ferrier, Yves Berger, Jacques Chessex, Jacques Bens, Francis Hofstein et Daniel Huguenin, Éditions Thibaud, Paris, 1992.
- Coulot, les couleurs de la vie, textes par Lydia Harambourg, Jean Lescure, Caroline Larroche, Jean-Louis Ferrier, Yves Berger, Francis Hofstein, Hadj Benchehida, citations et poèmes par Pierre Chabartier, Claude-Michel Cluny, Jean-Noël Curgand, André Verdet, Éditions Altamira, Paris, 2011 (239 pages).

#### Catalogues
- Jean Lescure, Jean Coulot, Paris, Galerie Pierre Domec, octobre-novembre 1961.
- Jean-Louis Ferrier, Jean Coulot, Knoll International, Paris, 1968.
- Jean Coulot, préface de Jean-Pierre Bretegnier, Maison des Arts, Sochaux, 1991.
- Coulot, Jazz me blues, préface de Lydia Harambourg, textes de Jean-Louis Ferrier, Claude-Michel Cluny, Jean Lescure, Jacques Chessex, Francis Hofstein et Daniel Huguenin, Paris, Éditions Altamira, 2004.
- Coulot, Itinéraires, préface de Lydia Harambourg, textes Jean-Louis Ferrier..., Paris, Éditions Altamira, 2007.
- Jean Coulot, Itinéraires, Musée de la Citadelle, Chapelle Saint-Elme, Villefranche-sur-Mer, 2007.

#### Articles
- Jean-Louis Ferrier, « Coulot ou la peinture considérée comme une tauromachie », dans Les Temps Modernes, Paris, novembre 1961, p. 576-584.
- Lydia Harambourg, « Coulot », dans La Gazette de l'Hôtel Drouot, Paris, 20 juillet 2007.
- Lydia Harambourg, « Jean Coulot, peintures inédites », dans La gazette de l'Hôtel Drouot, 5 juin 2015, p. 309.

#### Ouvrages généraux
- Lydia Harambourg, Dictionnaire des peintres de l'École de Paris, 1945-1965, Éditions Ides et Calendes, Neuchâtel, 1993  (ISBN 2825800481); nouvelle édition, 2010, p. 120.  (ISBN 978-2-8258-0241-0)
- Jean Lescure, Le poète & la couleur, texte du film réalisé par Martine Lancelot, Éditions Proverbe, Marchainville, 1999  (ISBN 2908455315) [entretien de Jean Lescure avec Coulot, p. 55-58].

### Film
- Jean Lescure, Le poète et la couleur, scénario et réalisation de Martine Lancelot (52 minutes), High Speed Films - La Sept Arte, Paris, 1998 [entretien de Jean Lescure avec Coulot].

### Jugement

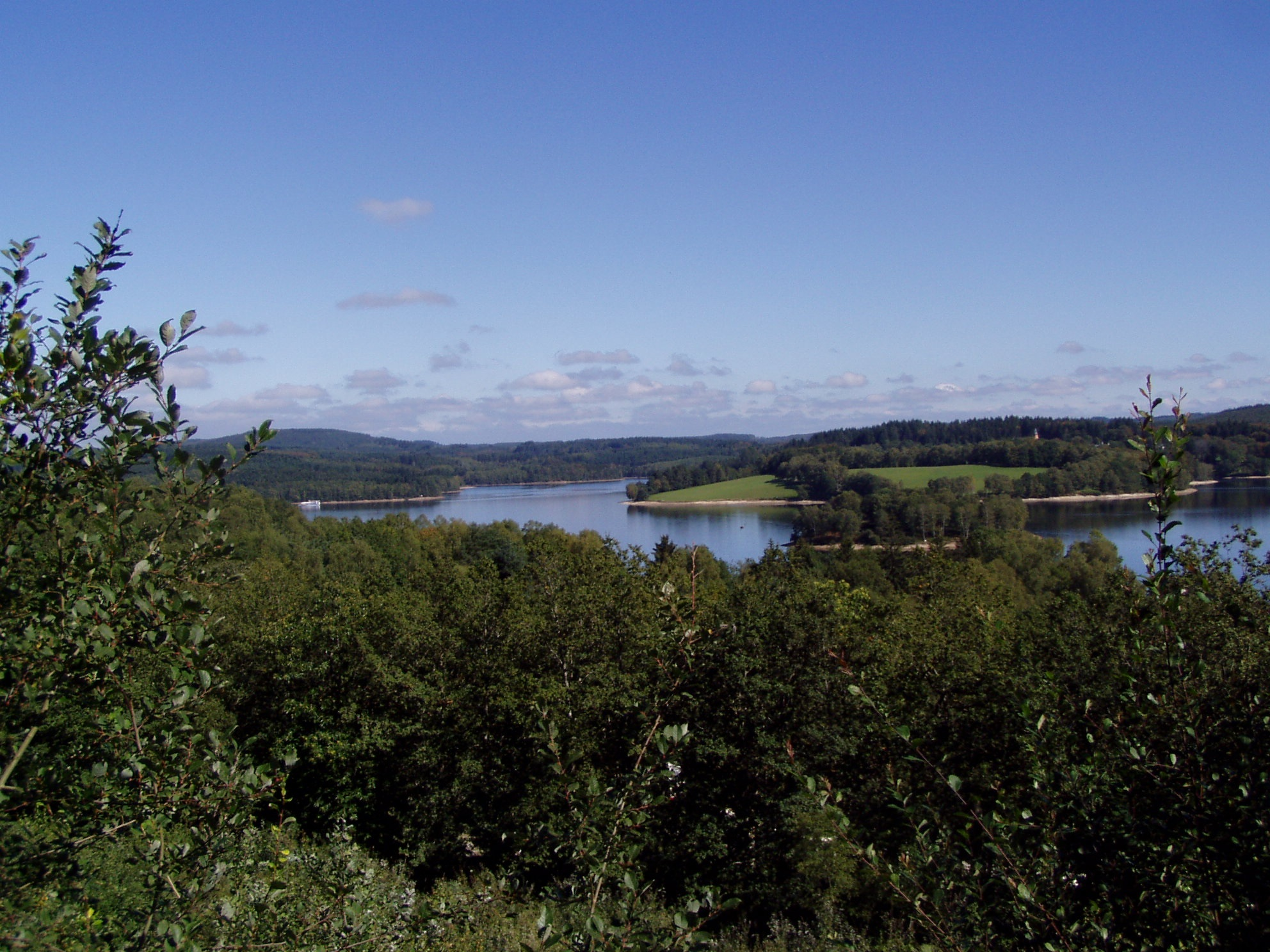
Le Lac de Vassivière souvent peint par Jean Coulot

- « Aux paysages d'Antibes ou d'Évenos répondent ceux de Bretagne, de la Grèce et, surtout, des routes de la Creuse, une région qu'il a adoptée et où il séjourne régulièrement. Sur la surface fragmentée par larges aplats de couleurs, un graphisme aigu enserre le sujet, stylisé jusqu'à l'épure. (…) Grand amateur de jazz, celui-ci occupe une place privilégiée dans son œuvre. Ses portraits des grands musiciens entendus à Antibes et à Paris - Mingus, Gillespie, Kirk - rejoignent les figures de Rancillac. Sa vision emblématique est servie par la ligne qui serpente, délimite, abstrait tout superflu, tandis que la couleur est plaquée comme un accord. Même concision avec son rêve de l'Amérique, à travers sa défense des Indiens, qui rejoignent sa galerie de portraits, où le corps nu de la femme offre une semblable cristallisation, de la forme et de la lumière. L'œuvre s'impose par la pertinence d'un langage qui anticipe sur les conquêtes formelles de Wesselmann et du pop part. »

Lydia Harambourg, Coulot, dans La Gazette de l'Hôtel Drouot, Paris, 20 juillet 2007